# Olof Hammar (ingenjör)
Olof Gillis Hammar, född 13 september 1897 i Göteborg, död 7 januari 1995 i Älvsborgs församling, var en svensk ingenjör. 
Hammar, som var son till doktoringenjör Hugo Hammar och Betty Nordeman, utexaminerades från Kungliga Tekniska högskolan 1922. Han var anställd vid Mekaniska prövningsanstalten 1922–1924, i USA 1924–1926, i Storbritannien 1927–1930, vid AB Vattenbyggnadsbyrån 1930, vid Sydsvenska Kraft AB 1933–1936 och 1939–1946, bedrev egen konsulterande verksamhet i Malmö 1936–1938 och var professor i ångteknik vid  Chalmers tekniska högskola 1946–1964. Han var därefter konsult vid Sydsvenska Kraft AB i Malmö 1964–1971. 
Hammar projekterade och byggde ångkraftverk i Malacka, Indien, Australien och Sverige. Han var styrelseledamot i Värmlands Rederi AB 1935–1964, i AB Gilius 1952–1964, ordförande för avdelning VE i Tekniska samfundet i Göteborg 1959–1963, hedersmedlem i Wissenschaftliche Beirat av Vereinigung der Grosskraftwerksbetrieber 1965 samt sakkunnig för professurer i Norge och Finland. Han skrev artiklar i tekniska tidskrifter och konferenshandlingar. Hammar är begravd på Lerums Västra kyrkogård.